# GO!GO!ガリバーくん
『GO!GO!ガリバーくん』（ゴーゴーガリバーくん）は、関西テレビほかで放送されていた旅番組である。関西テレビでは2005年10月2日から2006年9月30日まで放送。

## 番組概要
9年半にわたって放送され続けた『走れ!ガリバーくん』の後継番組として、2005年10月2日に放送を開始した。
行き先は同じであるが、毎回2人の芸能人がオープニングゲームを行い、そこで勝った人が豪華な王様の旅を堪能できるが、負けた人は3つの課題をこなしつつ目的地をめざす過酷な「ガリバーくんの旅」に出なくてはいけない。このルールは『走れ!ガリバーくん』のコンセプトと同じである。また、ガリバーくんの称号（リニューアル後も「ガリバーくん477号」、「ガリバーくん478号」…と『走れ!ガリバーくん』開始時からの通し番号となっていた）や番組のエンディング曲もそのまま続いていた。2006年3月19日の放送で、『走れ!ガリバーくん』からの通算放送回数500回目を迎えた。
本番組は、『走れ!ガリバーくん』時代からのネット局かつ共同制作局である関西テレビ、山陰中央テレビ、岡山放送、テレビ新広島、テレビ愛媛、高知さんさんテレビに加え、BSフジでも時差ネットで放送されたことから事実上の全国放送となった。そのため、それまではJR西日本の営業圏内だけだったロケ地の範囲を北は北海道から南は沖縄（リニューアル後1回目の取り上げた地域である）にまで広げ、さらには海外にまで舞台を広げた。石川テレビと福井テレビは2006年3月までは関西テレビとの同時ネットを行っていたが、編成上の都合から放送枠移動時に石川テレビは異時ネットになり、福井テレビはネットを降りた。なお、関西テレビとの同時ネットを行っていた局は字幕放送を実施していた。
本番組はスポンサーセールスにおいて、共同制作局については複数社によるスポンサードネット、それ以外はローカルセールス扱いとなった。元々の『走れガリバーくん』時代のメインスポンサーだった西日本旅客鉄道は、JR福知山線脱線事故により、公には広報活動を自粛していたため、番組へのコマーシャル出稿は控えていた。

## シリーズの終了
2006年4月15日から、JR西日本が『旅っきり!〜ふれあい紀行〜』で日曜9:30枠のスポンサーに復帰したため、関西テレビでは『走れ!ガリバーくん』以来放送され続けてきた同時間帯を離れて土曜 16:55 - 17:25の放送となり、その他の局では異時ネットとなった。また、完全にローカルセールス扱いとなり、山陰中央テレビ、岡山放送、テレビ新広島、テレビ愛媛、高知さんさんテレビが制作から撤退した。放送時間についてはネット局節を参照。
番組は2006年9月30日放送分（関西テレビ基準）をもって終了（全49回）。それとともに、『走れ!ガリバーくん』から11年にわたって続いたガリバーくんシリーズも終了した（通算525回）。BSフジも2006年10月7日放送の回をもって終了した。最終回のエンディングでは、歴代のガリバーくんをロールテロップ形式で流した。

## 出演者

### 司会進行
何れも関西テレビのアナウンサーが交代で担当。
- 杉本なつみ（当時）
- 藤本景子 - ナレーターを務めることもあった。
- 岡安譲
- 吉原功兼 - 2005年入社。番組開始から半年間は、頭に「入社1年目」の鉢巻をして登場していた。

### ナレーション
- 王様側：牧野エミ
- ガリバーくん側：桑原征平

## ガリバーくんになった有名人たち

### 男性
あ
- 浅田正行（500号 妻の清水よし子とペアで）
- 阿藤快（504号）
- 池谷直樹（485号）
- 内山信二（487号 吉原功兼とペアで、524号 藤本景子とペアで）
- 大仁田厚（490号）

か
- カラテカ（499号）

さ
- サンプラザ中野（477号 橋本志穂とペアで）

た
- 太平かつみ（501号 かつみ♥さゆりのペアで）
- 渡嘉敷勝男（478号）

な
- 野々村真（488号）

は
- 彦摩呂（481号）

や
- 吉原功兼（487号 内山信二とのペアで）
- ヨネスケ（505号）

### 女性
あ
- 愛川ゆず季（491号）
- 大沢あかね（498号）
- 大原かおり（494号）
- 尾崎小百合（501号 かつみ・さゆりのペアで）

か
- 神尾米（497号）
- クリステル・チアリ（492号）
- 小阪由佳（516号）

さ
- 清水よし子（500号 夫の浅田正行とペアで）

な
- 根本はるみ（486号）

は
- 橋本志穂（477号 サンプラザ中野とペアで）
- 浜口順子（480号、495号 矢吹春奈とペアで）
- 林マヤ（484号）
- 藤本景子（524号 内山信二とペアで）
- 堀越のり（517号 保田圭とペアで）

や
- 保田圭（517号 堀越のりとペアで）
- 矢吹春奈（482号、495号 浜口順子とペアで）
- 山田玲奈（479号）

## 王様・女王様になった有名人たち

### 男性
か
- 旭道山和泰
- クロード・チアリ

た
- ダニエル・カール（2005年12月18日放送分と2006年4月29日・5月6日放送分の2回）
- ドロンズ石本

な
- 野村将希

は
- パックンマックン
- 原田篤（妻の秋本奈緒美とペアで）
- ふかわりょう

や
- ヨネスケ

### 女性
あ
- 秋本奈緒美（夫の原田篤とペアで）

か
- くまきりあさ美

さ
- 島田珠代

は
- 林マヤ
- 浜田翔子
- ほしのあき
- 細川ふみえ

ま
- 松野明美

や
- 優木まおみ

## 放送日・目的地
2006年4月以降は関西テレビでの放送日。

### 2005年
- 10月2日・9日 - 沖縄（司会進行：杉本なつみ、吉原功兼、ゲスト：サンプラザ中野、渡嘉敷勝男、橋本志穂、浜田翔子）
- 10月16日 - 松本・浅間温泉（ゲスト：ドロンズ石本、山田玲奈）
- 10月23日 - 仙台・松島（ゲスト：浜口順子、優木まおみ）
- 10月30日 - 伊勢・伊賀上野（ゲスト：彦摩呂、ヨネスケ）
- 11月6日 - 湯布院（ゲスト：ほしのあき、矢吹春奈）
- 11月13日 - 瀬戸内・播磨灘（ゲスト：川野太郎、冨家規政）
- 11月20日 - 丹後半島（司会進行：吉原功兼、ゲスト：島田珠代、林マヤ）
- 11月27日 - 鳴門・淡路島（司会進行：藤本景子、ゲスト：池谷直樹、野村将希）
- 12月4日・11日 - 沖縄・宮古島（司会進行：吉原功兼、ゲスト：ふかわりょう、根本はるみ、内山信二）
- 12月18日 - 鳥取・三朝温泉（司会進行：吉原功兼、ゲスト：ダニエル・カール、野々村真）
- 12月25日 - 岩国・柳井（ゲスト：阿藤快、村野武範）

### 2006年
- 1月8日・15日 - 北海道（司会進行：岡安譲、ゲスト：愛川ゆず季、大仁田厚、旭道山和泰）
- 1月22日 - 高山（司会進行：吉原功兼、ゲスト：クロード・チアリ、クリステル・チアリ）
- 1月29日 - 富山（司会進行：藤本景子、ゲスト：斎藤洋介、峰岸徹）
- 2月5日・12日 - 宮崎（司会進行：吉原功兼、ゲスト：細川ふみえ、大原かおり、矢吹春奈、浜口順子）
- 2月19日 - 京都・嵐山（司会進行：藤本景子、ゲスト：渡嘉敷勝男、竹原慎二）
- 2月26日 - 高知（司会進行：岡安譲、ゲスト：神尾米、松野明美）
- 3月5日 - 越前・芦原温泉・勝山（司会進行：吉原功兼、ゲスト：大沢あかね、くまきりあさ美）
- 3月12日 - 高松（司会進行：藤本景子、ゲスト：カラテカ、パックンマックン）
- 3月19・26日 - 八重山諸島（ガリバーくん500号記念SP、司会進行：司会は置かずに八重山諸島の出演者たちが進行を担当、ゲスト：秋本奈緒美・原田篤夫妻、かつみ・さゆり、清水よし子・浅田正行夫妻）
- 4月15日 - 有田・伊万里・武雄温泉（司会進行：藤本景子、ゲスト：トミーズ健、野々村真）
- 4月22日 - 琵琶湖・近江八幡（ゲスト：堀越のり、山川恵里佳）
- 4月29日・5月6日 - 萩・津和野（ゲスト：阿藤快、ダニエル・カール、ヨネスケ）
- 5月13日 - 長崎・雲仙温泉（ゲスト：唐渡亮、冨家規政）
- 7月29日・8月5日 - 北海道・占冠（司会進行：藤本景子、ゲスト：保田圭、小阪由佳、堀越のり、林マヤ）

## スタッフ

### 番組終了時のスタッフ
- 構成：小林仁、上室尚子
- 監修：萩原芳樹
- リサーチ：寺前富雄
- エンディングテーマ曲：PSYCHODELICIOUS（サイコデリシャス）『不思議な旅』
- AP（アシスタントプロデューサー）：和宏美
- ディレクター：古賀敏仁、森脇芳史、加藤貴光、石原直行、松元広幸、南大輔
- 演出・プロデューサー：酒巻正幸
- プロデューサー：原澄子（関西テレビ）
- 技術協力：東通、東通テクノサービス、東通ライティング、東通AVセンター
- 制作協力：東通企画（2006年3月までは関西テレビが幹事局の時）/（その他の局が幹事局の時は、TSSプロダクション・OHKエンタープライズ・TSKエンタープライズ他幹事局の関連会社＝2006年3月まで）
- 制作著作：関西テレビ/（岡山放送、山陰中央テレビ、テレビ新広島、テレビ愛媛、高知さんさんテレビ＝以上2006年3月まで）
  - 2006年4月放送分よりこれまでのブロックネット6局共同制作から関西テレビ単独での制作となっている。共同制作時代は制作幹事局が先頭に表示されていた。

### 途中まで参加したスタッフ
- プロデューサー：高島公美（関西テレビ）
- 構成：やまだともカズ

## ネット局
前身の『走れ!ガリバーくん』、新規の『旅っきり!〜ふれあい紀行〜』とともに、放送される地域は、提供しているJR西日本と関係がある。同番組は、2006年4月から共同制作ではなくなり、また、同時ネット局も無くなった代わりに、最終回まで番販形式（コンテンツ売買）で以下の地域で放送されていた。
新規の『旅っきり!〜ふれあい紀行〜』は、よりJR西日本地域に限定した形となり、以前の同番組の枠（日曜 9:30 - 10:00）で、同時ネット放送をしていた（※の局とテレビ西日本が『旅っきり!〜ふれあい紀行〜』を同時ネット）。

### FNS西日本地域のネット局（2006年3月以前の共同制作局）
| 放送対象地域   | 放送局             | 系列           | 放送日時                                                                              | 備考                           |
| -------------- | ------------------ | -------------- | ------------------------------------------------------------------------------------- | ------------------------------ |
| 近畿広域圏     | 関西テレビ※        | フジテレビ系列 | 日曜日 09:30 - 10:00 （2006年3月26日まで） 土曜日 16:55 - 17:25 （2006年4月15日以降） | 製作局                         |
| 島根県・鳥取県 | 山陰中央テレビ※    | フジテレビ系列 | 木曜日 15:55 - 16:25                                                                  | 2006年4月20日放送開始、5日遅れ |
| 岡山県         | 岡山放送           | フジテレビ系列 | 金曜日 14:30 - 15:00                                                                  | 2006年4月21日放送開始、6日遅れ |
| 広島県         | テレビ新広島※      | フジテレビ系列 | 土曜日 14:00 - 14:30                                                                  | 2 - 3週遅れ                    |
| 愛媛県         | テレビ愛媛         | フジテレビ系列 | 日曜日 09:30 - 10:00                                                                  | 2006年4月23日放送開始、8日遅れ |
| 高知県         | 高知さんさんテレビ | フジテレビ系列 | 日曜日 09:30 - 10:00                                                                  | 2006年4月23日放送開始、8日遅れ |

### その他の地域のネット局・BSフジ
| 放送対象地域 | 放送局      | 系列           | 放送日時             | 備考                 |
| ------------ | ----------- | -------------- | -------------------- | -------------------- |
| 長野県       | 長野放送    | フジテレビ系列 | 水曜日 15:00 - 15:30 |                      |
| 石川県       | 石川テレビ※ | フジテレビ系列 | 月曜日 15:00 - 15:30 |                      |
| 青森県       | 青森放送    | 日本テレビ系列 | 不定期放送           | 約3か月遅れ          |
| 群馬県       | 群馬テレビ  | 独立UHF局      | 火曜日 19:30 - 20:00 | 2006年4月4日放送開始 |
| 千葉県       | チバテレビ  | 独立UHF局      | 日曜日 22:30 - 23:00 | 98日遅れ             |
| 日本全域     | BSフジ      | BSデジタル放送 | 土曜日 13:30 - 14:00 | 7日遅れ              |

### 途中までネットしていた局
| 放送対象地域 | 放送局             | 系列           | 放送日時 | 備考               |
| ------------ | ------------------ | -------------- | -------- | ------------------ |
| 岩手県       | 岩手めんこいテレビ | フジテレビ系列 |          | 2006年12月まで放送 |
| 福井県       | 福井テレビ※        | フジテレビ系列 |          | 2006年3月まで放送  |
| 三重県       | 三重テレビ         | 独立UHF局      |          | 2006年9月まで放送  |

## 備考
地上波ネットに関し、関東広域圏ではFNS系列局のフジテレビが、中京広域圏では東海テレビが存在するが、これらの放送局ではネットせず、それぞれ独立局であるチバテレビ、群馬テレビ、三重テレビでそれぞれ放送していた。
| 関西テレビ 日曜9:30 - 10:00枠                      | 関西テレビ 日曜9:30 - 10:00枠                        | 関西テレビ 日曜9:30 - 10:00枠                                                         |
| 前番組                                             | 番組名                                               | 次番組                                                                                |
| -------------------------------------------------- | ---------------------------------------------------- | ------------------------------------------------------------------------------------- |
| 走れ!ガリバーくん （1996年4月7日 - 2005年9月25日） | GO!GO!ガリバーくん （2005年10月2日 - 2006年3月26日） | 旅っきり!〜ふれあい紀行〜 （2006年4月2日 - 2008年3月30日）                            |
| 関西テレビ 土曜16:55 - 17:25枠                     |                                                      |                                                                                       |
| 単発枠 ※16:00 - 17:25                              | GO!GO!ガリバーくん （2006年4月15日 - 2006年9月30日） | ONE PIECE （2006年10月14日 - 2008年3月29日） ※日曜19:00枠から移動、ローカルセールス化 |